# Kategoria e Parë 1956
La Kategoria e Parë 1956 fu la 19ª edizione della massima serie del campionato albanese di calcio disputato tra l'11 marzo e l'8 novembre 1956 e concluso con la vittoria della Dinamo Tirana, al suo sesto titolo.
Capocannoniere del torno fu Refik Resmja (Partizani Tirana) con 17 reti.

## Formula
A causa dei diversi club che si sciolsero alla fine della stagione precedente il numero delle squadre partecipanti in questa edizione fu nove. Disputarono un turno di andata e ritorno per un totale di 16 partite con le ultime due retrocesse.

## Squadre
| Squadra             | Città   | Stadio | Stagione 1955      |
| ------------------- | ------- | ------ | ------------------ |
| Puna Shkodër        | Scutari |        | 5°                 |
| Puna Korçë          | Coriza  |        | 9°                 |
| Puna Durrës         | Durazzo |        | 13°                |
| Puna Tiranë         | Tirana  |        | 3°                 |
| KF Partizani Tirana | Tirana  |        | 2°                 |
| Dinamo Tirana       | Tirana  |        | Campione d'Albania |
| Puna Vlorë          | Valona  |        | 7°                 |
| Puna Kavajë         | Kavajë  |        | 10°                |
| Puna Berat          | Berat   |        | 12°                |

## Classifica finale
|                    | Pos. | Squadra      | Pt | G  | V  | N | P  | GF | GS | DR  |
| ------------------ | ---- | ------------ | -- | -- | -- | - | -- | -- | -- | --- |
| Albania (bandiera) | 1.   | Dinamo       | 29 | 16 | 13 | 3 | 0  | 35 | 8  | +27 |
|                    | 2.   | Partizani    | 23 | 16 | 10 | 3 | 3  | 37 | 10 | +27 |
|                    | 3.   | Puna Tiranë  | 17 | 16 | 7  | 3 | 6  | 24 | 19 | +5  |
|                    | 4.   | Puna Vlorë   | 16 | 16 | 6  | 4 | 6  | 21 | 20 | +1  |
|                    | 5.   | Puna Korçë   | 15 | 16 | 6  | 3 | 7  | 20 | 33 | -13 |
|                    | 6.   | Puna Durrës  | 13 | 16 | 6  | 1 | 9  | 12 | 23 | -11 |
|                    | 7.   | Puna Kavajë  | 12 | 16 | 4  | 4 | 8  | 21 | 30 | -9  |
|                    | 8.   | Puna Shkodër | 12 | 16 | 4  | 4 | 8  | 12 | 19 | -7  |
|                    | 9.   | Puna Berat   | 7  | 16 | 3  | 1 | 12 | 11 | 31 | -20 |

Legenda:

      Campione d'Albania
      Retrocesso in Kategoria e Dytë
Note:

Due punti a vittoria, uno a pareggio, zero a sconfitta.

## Verdetti
- Campione: Dinamo Tirana
- Retrocessa in Kategoria e Dytë: Puna Shkodër, Puna Berat